# Karstorp, Båstads kommun
Karstorp är en bebyggelse söder om Förslöv i Förslövs socken i Båstads kommun.  Större delen av bebyggelsen klassades av SCB från 1995 till 2005 som ingående i en småort, benämnd Södra Karstorp och Vantinge som även omfattade en mindre del  söder om Karstorp i Barkåkra socken i Ängelholms kommun.